# Cubaris hickmani
Cubaris hickmani är en kräftdjursart som beskrevs av Green 1961. Cubaris hickmani ingår i släktet Cubaris och familjen Armadillidae. Inga underarter finns listade i Catalogue of Life.